# Eric J. Serlachius
Eric Johan Serlachius, född 17 maj 1884 i Viborg, Kejsardömet Ryssland
, död 22 september 1936 i Helsingfors, var en finländsk advokat. 
Han var son till Julian Serlachius. 
Serlachius blev vicehäradshövding 1913 och grundade året därpå tillsammans med sin vän och blivande svåger Risto Ryti advokatbyrån Serlachius & Ryti i Helsingfors, där han var delägare fram till sin död. Serlachius var 1933–1936 justitieminister (Svenska folkpartiet) i Toivo Mikael Kivimäkis långvariga koalitionsregering, men avgick på grund av oenigheten kring frågan om undervisningsspråket vid Helsingfors universitet.

## Utmärkelser
- Riddare av Nordstjärneorden,  1922[1]

[Redigera Wikidata]